# Gena Branscombe
Pour les articles homonymes, voir Branscombe (homonymie).
Gena Branscombe (4 novembre 1881 - 26 juillet 1977), est une pianiste, compositrice, éducatrice musicale et cheffe de chœur canadienne.

## Biographie
Gena Branscombe est née à Picton en Ontario. Malgré de fréquentes visites au Canada, elle s'installe et travaille aux États-Unis. De 1897 à 1903, elle étudie au Chicago Musical College. Elle y côtoie notamment les compositeurs Alexander von Fielitz et Felix Borowski, tout comme les pianistes Florenz Ziegfeld Sr., Arthur Friedheim, Hans von Schiller ou Rudolph Ganz (en). Elle remporte une médaille d'or en composition en 1900 et en 1901.
Dès 1901, des éditeurs canadiens et américains commencent à publier ses œuvres pour piano, voix, chœur et orchestre. Après avoir obtenu son Bachelor, elle enseigne le piano à Chicago de 1903 à 1907. Elle accepte ensuite le poste de directrice du département de piano du Whitman College de Washington. En 1909, elle quitte ses fonctions d'encadrante pour reprendre ses études aux côtés du compositeur allemand Engelbert Humperdinck à Berlin.
Gena Branscombe décède à New York, le 26 juillet 1977. Après sa mort, ses manuscrits ont été transmis au département de musique de la bibliothèque publique de New York pour les arts du spectacle.

## Carrière professionnelle
En 1910, Gena Branscombe s'installe à New York, où elle fonde la Branscombe Choral, formée des choristes de l'ancienne American Women's Assn Choral. En 1932, elle reçoit une maîtrise honorifique en arts du Whitman College. Elle est l'auteure des textes de la plupart de ses compositions musicales. La musicienne a particulièrement enrichi le répertoire des œuvres chorales dédiées aux voix féminines. Utilisant à l'occasion la binotalité et le parralèlisme, elle compose des mélodies individuellement modelées et placées au-dessus et à l'intérieur d'un accompagnement d'harmonies chromatiques mobiles.
L'opéra The Bells of Circumstance, qui évoquait la vie des colons français venus au Canada au XVIIe siècle, reste l'une de ses œuvres majeures bien qu'inachevée. En 1930, la suite pour orchestre Québec Suite issu de ce projet, est créée sous sa direction par le Chicago Women's Symphony Orchestra. En 1928, la Branscombe Choral remporte le prix annuel de la League of American Pen Women pour son interprétation de Pilgrims of Destiny, racontant l'épopée des passagers du Mayflower. Cette distinction récompense alors la meilleure composition écrite par une femme.
La même année, elle est élue présidente de la Society of American Women Composers. À partir de 1950, elle devient la vice-présidente et la directrice de la National Association of American Composers and Conductors. Elle est également membre de l'American Society of Composers, Authors and Publishers (ASCAP).

## Œuvre
Parmi une sélection non exhaustive, :
- The Morning Wind, pour voix féminines, 1912
- The Sun Dial : a Cycle of Love Songs of the Open Road pour solo et piano, 1913
- A Festival Prelude pour orchestre, 1913
- Dear Lad O'Mine, 1915
- At the Postern Gate voix masculine, orchestre, 1918
- Pilgrims of Destiny, solo, orchestre, 1919
- Spirit of Motherhood pour voix féminines uniquement, orchestre, 1923
- A Wind from the Sea pour voix féminines uniquement, orchestre, 1924
- The Dancer of Fjaard, solo, voix féminine, orchestre, 1926
- The Phantom Caravan, voix masculines, orchestre, 1925
- The Bells of Circumstance, opéra inchevé, 1928
- Quebec Suite, extrait de Bells of Circumstance, 1928
- Baladine pour orchestre de chambre, 1930
- Procession pour orchestre, 1930
- Elegie pour orchestre, 1937
- Just in the Hush before the Dawn, 1946

## Publications
- The sound of trumpets, Showcase, vol 61, no. 3, 1962